# Unterseeboot 180
L' Unterseeboot 180 (ou U-180) est un sous-marin allemand (U-Boot) de type IX D1 utilisé par la Kriegsmarine pendant la Seconde Guerre mondiale.
L'U-180 est construit sur le même principe de structure que le U-195, les deux seuls U-Boote de type IX D1. Doté à l'origine de six moteurs diesel comportant deux axes propulseurs pour leur procurer une vitesse plus élevée, ces derniers ont été remplacés après sa première patrouille à partir de septembre 1943 par deux moteurs diesels conventionnels au type IX à la suite de problèmes récurrents de surchauffe et de fumée noire de combustion. Ses tubes de lancement de torpilles seront également enlevés et il est équipé d'un schnorchel. Il est alors conçu et affrété pour des missions longues, spéciales, confidentielles, avec une cargaison possible de 256 tonnes de fret.

## Historique

### Construction
La construction du sous-marin U-180 est ordonnée par la Kriegsmarine le 28 mai 1940. Sa construction débute le 25 février 1941 dans les chantiers maritimes AG-Weser de Brême au Nord de l’Allemagne.
Il est livré le 10 décembre 1941.
L'U-180 entre dans la 4e flottille de formation (Ausbildungsflottille), le 16 mai 1942 et termine ses essais de fiabilité, le 31 janvier 1943. La 4e flottille de formation est basée à Stettin (Pologne), et fondée en mai 1941, par le Cd. Werner Jacobsen, reprise par le Cd. Fritz Frauenheim, et immédiatement suivi par le Cd. Heinz Fischer entre 1941 et 1945. Cette flottille était chargée de donner une formation de base à la navigation à plus de 280 U-boat de types : VII.C, VII.C41, VII.C42, IX, IX.C, IX.C40,IX.D, X.B, XIV, XXI ainsi que XXIII. Cette escadre préposée à l'instruction maritime sera fermée à la fin de la Seconde Guerre mondiale.

### 1repatrouille
Le 1er février 1943 il fait partie de la 12e flottille de combat (Frontflottille). La 12e Flottille de combat est basée à Bordeaux, fondée le 15 octobre 1942, par le Cd. Klaus Scholtz était composée de 42 U-Boote de types : VII.F, IX.D X.B et XIV, tels que U-178, U-179, U-180, U-181, U-182, U-195, U-196… etc. et de UIT-22, UIT-23, UIT-24, UIT-25.
Il quitte le port de Kiel pour sa première patrouille le 9 février 1943, retour le (3 juillet 1943) sous les ordres du Korvettenkapitän Werner Musenberg.
Après plusieurs reports de la date de départ, le soir du 8 février, le silence absolu est ordonné ; du fret et des valises sont chargés à bord. Après avoir appareillé, l'U-180 s'arrête au milieu de la Fœrde de Kiel pour laisser monter à bord deux personnes amenées par une vedette.
Le bâtiment avance en convoi au large du Skagerrak en direction de Kristiansand. Toute descente sur la terre ferme est interdite, il en sera de même le lendemain à Egersund en Norvège.
De là U-180 poursuit sa route seul en longeant la côte norvégienne, naviguant au large de la pointe du nord de l'Angleterre puis en passant entre l'Islande et les îles Féroé il arrive dans l'Atlantique.
Le Commandant dévoile alors le but de la mission : entre autres, il s'agit de transporter le meneur indépendantiste indien Subhas Chandra Bose et son lieutenant l'indépendantiste arabe Abid Hasan vers un sous-marin japonais, dans l'océan indien.
Se dirigeant au Sud, U-180 rencontre l'U-462 un sous-marin de ravitaillement pour faire le plein de provisions et de carburant. Il passe ensuite au large des îles de l'Ascension et de Sainte Hélène où se trouvent des bases alliées. Un incident du système de fabrication d'eau douce manque de faire échouer la mission.
Passé le Cap de Bonne Espérance en route vers l'océan indien le bâtiment croise de nuit, à 3:56 le 18 avril 1943 à la Position 34° 56′ S, 34° 03′ O (grille de système naval KZ 6568 [Quoi ?]) le navire pétrolier britannique Corbis de 8.132 tonneaux et le coule (10 morts et 50 survivants) ; un second cargo parvient à s'échapper.

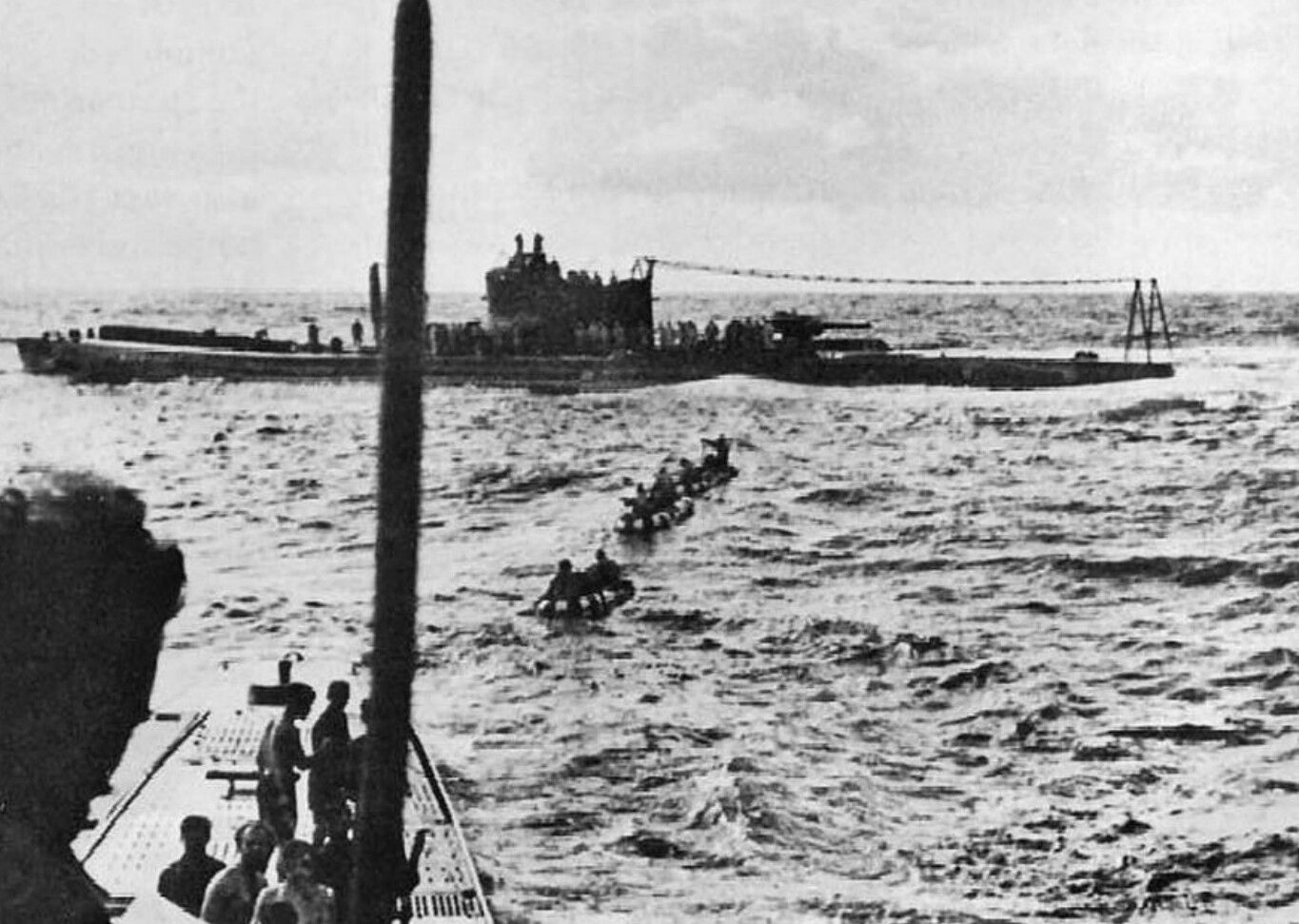
Le sous-marin allemand U-180 amarré aux côtés du sous-marin japonais I-29 lors d’une mission.

Le 20 avril 1943 le sous-marin atteint son but à environ 300 km au Sud de Madagascar (grille de système naval KR 5276 [Quoi ?]) : le rendez-vous avec le croiseur sous-marin nippon I-29. Le transfert des marchandises prend plusieurs jours en raison des conditions météorologiques : armes et inventions passent ainsi du côté japonais ; les indépendantistes Bose et Hasan quittent l'U-180 et sont remplacés par deux officiers ingénieurs navals de la Marine Impériale Japonaise le capitaine de frégate Emi et le capitaine de corvette Tomonaga ; en outre 40 caissettes de 50 kg de lingots d'or arrivent dans le submersible allemand.
Durant son retour le sous-marin est repéré par un avion de la South African Air Force (44e escadrille). Ne parvenant pas à l'abattre, il plonge pour échapper à une poursuite.
Le 3 juin à 23:40 il torpille le cargo à vapeur grec Boris de 5.166 tonneaux à la Position 7° 14′ S, 18° 41′ O (grille de système naval FL 3816) près d'Ascension. Les 37 membres d'équipage sont saufs.
Une rencontre prévue avec U-463  pour le ravitaillement n'a pas lieu puisque ce dernier a été coulé lors d'une attaque de bombardiers britanniques le 16 mai. Afin de poursuivre sa route U-180 se ravitaille en carburant le 19 juin 1943 auprès de l' U-530 fortement endommagé et dans l'incapacité de plonger.
Le 30 juin l'U-180 est à nouveau repéré par un avion. Un bimoteur anglais de la 53e escadrille tente une attaque mais surpris par la vitesse inhabituelle du bâtiment ne parvient pas à lancer ses bombes. Une autre tentative avec ses armes de bord manque de peu l'U-180.
Il continue sa route lentement et la plupart du temps en plongée par mesure de prudence jusque dans le Golfe de Gascogne où il est escorté jusqu'au port de Bordeaux le 3 juillet 1943.
Il part de Bordeaux le 20 août 1944 pour sa seconde patrouille sous les ordres de l'Oberleutnant zur See Rolf Riesen,.
Après quatre jours en mer, l'U-180 est porté disparu dans le golfe de Gascogne au large de Bordeaux (France) avec 56 hommes à bord le 23 août 1944.
Position géographique approximative du naufrage: 7° 14′ S, 18° 41′ O (grille de système naval : BF 68).

#### Transport de Subhash Chandra Bose

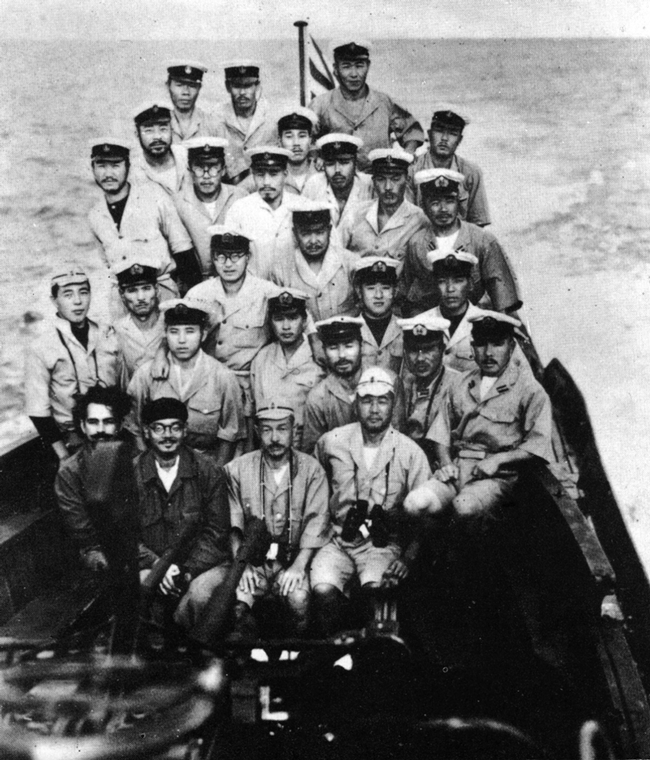
L’équipage du sous-marin I-29 avant de débarquer à Sabang, Sumatra, alors sous occupation japonaise, le 6 mai 1943. Plus tôt, le sous-marin avait rendez-vous avec le sous-marin allemand de la Kriegsmarine U-180, à 300 sm au sud-est de Madagascar dans l’océan Indien. Lors du rendez-vous, le nationaliste indien Subhas Chandra Bose, représenté ici assis à gauche au premier rang (avec lunettes et chapeau), a été transféré.

Indien en exil, indépendantiste concurrent de Gandhi, Subhash Chandra Bose forme une armée nationale indienne pour combattre les alliés à la bataille d'Imphal pendant la campagne de Birmanie, lors de la Seconde Guerre mondiale.

### Disparition énigmatique
Le dernier message du sous-marin est émis au large des côtes landaises.
Sa disparition reste inexpliquée. L'U-180 a pu soit rencontrer une panne technique, notamment de schnorchel, soit entrer dans un champ de mines, pour être coulé par une mine marine.
Sa route pose des questions ; alors que pratiquement toutes les unités de la 12e flottille ont quitté Bordeaux pour l'Allemagne, l'U-180 a fait route, quant à lui, vers le sud. Au moins six sous-marins allemands auraient abordé l'Argentine en juillet 1945.
Parmi les hypothèses évoquées, il aurait transporté une cargaison secrète d'or à destination du Japon.
Les navires de guerre rattachés à la base navale de Bordeaux étaient des bateaux à longue portée, qui patrouillaient essentiellement dans l'atlantique sud et l'océan Indien.
Dès août 1944, la plupart de ces navires sont basés à Flensburg. Les deux seuls navires restés jusqu'au 25 août 1944 à Bordeaux, sont l'U-534 et l'U-857.
Le Cd. Klaus Scholtz est capturé 11 septembre 1944 par les Américains, en tentant de quitter l'Allemagne.

## Affectations successives
- 4. Unterseebootsflottille du 16 mai 1942 au 31 janvier 1943  (entrainement)
- 12. Unterseebootsflottille du 1er février au 1er novembre 1943 (service actif)
- 12. Unterseebootsflottille du 1er avril au 23 août 1944 (service actif)

## Commandants successifs
| Début du commandement | Fin du commandement | Nom du commandant                             |
| --------------------- | ------------------- | --------------------------------------------- |
| 16 mai 1942           | 4 janvier 1944      | Werner Musenberg                              |
| octobre 1943          | 7 novembre 1943     | Oberleutnant zur See der Reserve Harald Lange |
| 2 avril 1944          | 23 août 1944        | Oberleutnant zur See Rolf Riesen              |

Nota: Les noms de commandants sans indication de grade signifie que leur grade n'est pas connu avec certitude à notre époque (2013) à la date de la prise de commandement

## Patrouilles
|       | Commandant        | Départ         | Départ   | Arrivée        | Arrivée  | Jours     | Succès   |
| ----- | ----------------- | -------------- | -------- | -------------- | -------- | --------- | -------- |
| 1     | Werner Musenberg  | 9 février 1943 | Kiel     | 3 juillet 1943 | Bordeaux | 145 jours | 13 298   |
| 2     | Oblt. Rolf Riesen | 20 août 1944   | Bordeaux | 23 août 1944   | Coulé    | 4 jours   |          |
| Total | Total             | Total          | Total    | Total          | Total    | 149 jours | 13 298 t |

Note : Oblt. = Oberleutnant zur See 

Nota: Les noms de commandants sans indication de grade signifie que leur grade n'est pas connu avec certitude à notre époque (2013) à la date de la prise de commandement

## Navires coulés
L'U-180 a coulé 2 bateaux marchands pour un total de 13 298 tonneaux au cours des 2 patrouilles (149 jours en mer) qu'il effectua.
| Date          | Nom    | Nationalité     | Tonnage (GRT) | Fait  |
| ------------- | ------ | --------------- | ------------- | ----- |
| 18 avril 1943 | Corbis | Grande-Bretagne | 8 132         | Coulé |
| 3 juin 1943   | Boris  | Grèce           | 5 166         | Coulé |

## Littérature et cinéma
- Dans son roman "Opération Virgin"5 ("Thunder Point") Jack Higgins met en scène l'U-180.
- Le film Bose, le héros oublié (2005) relate cette aventure avec l'U-180.

### Référence
1. 1 2 3 4  « Le mystère du U-Boot-180 au large de Contis », sur Contis Plage sur Contisplage.com, 9 juin 2015 (consulté le 24 juin 2025)
2. ↑  « Rolf RIESEN », sur u-boote.fr (consulté le 17 octobre 2021).
3. ↑  Pierre Hazan, Jean-Hébert Armengaud et Eric Jozsef, « OR NAZI. Sur les pistes de l'or volé par Hitler (2). À partir de 1940, pour nourrir l'effort de guerre, le IIIe Reich pille les banques des pays occupés et les victimes de l'Holocauste. Un butin colossal, mais dont une bonne partie n'a toujours pas été retrouvée. », Libération,‎ 2 décembre 1997 (lire en ligne, consulté le 20 septembre 2020).
4. ↑  « U-180 », sur u-boote.fr (consulté le 17 octobre 2021).
5. ↑  (en) « Ships hit by U-180 - U-boat Successes - German U-boats - uboat.net », sur uboat.net (consulté le 17 octobre 2021).

### Source
- (en) Cet article est partiellement ou en totalité issu de l’article de Wikipédia en anglais intitulé « German submarine U-180 » (voir la liste des auteurs).
- Mémoires du chef mécanicien Hermann Vienne sur le U-180.